# يو إف سي ليلة القتال: جراسو ضد أراوخو
يو إف سي ليلة القتال: جراسو ضد أراوخو (بالإنجليزية: UFC Fight Night: Grasso vs. Araújo - Wikipedia)‏ هو حدث لفنون القتال المختلطة نظمته يو إف سي، أُقيم في 15 أكتوبر 2022، على يو إف سي أبيكس في إنتربرايز، نيفادا، وهي جزء من منطقة لاس فيغاس الحضرية، الولايات المتحدة.